# The Voice Kids (seizoen 8)
Het achtste seizoen van The Voice Kids, is een Nederlandse talentenjacht die vanaf 1 maart 2019 werd uitgezonden door RTL 4. De presentatie van dit seizoen lag net als voorgaande seizoenen in handen van het presentatieduo Martijn Krabbé en Wendy van Dijk. Net zoals vorig jaar zijn er vier coaches die plaats nemen in de draaiende stoelen. Ali B, Ilse DeLange en Marco Borsato keerde terug als coaches, Douwe Bob werd als coach vervangen door zangeres Anouk die eerder al in The voice of Holland als coach te zien was. De kandidaten zijn in de leeftijdscategorie van acht tot en met veertien jaar.

## Finale
Elke coach nam uiteindelijk één deelnemer mee naar de finale. De finalisten in het achtste seizoen waren Silver Metz van team Ali, Sezina Steur van team Marco, Robin Tinge van team Anouk en Ralph Moerman van team Ilse. 
In de finale traden de finalisten elk vier keer op: twee keer alleen, een keer met een gastartiest en een keer met alle finalisten gezamenlijk tegelijk met de Amerikaanse zangeres Bebe Rexha. De gastartiesten in de finale waren Nielson, Glennis Grace en de coaches Ali B en Ilse Delange.
Het achtste seizoen werd gewonnen door de 11-jarige Silver Metz.

## Trivia
- Dit was het laatste seizoen met Wendy van Dijk als presentatrice omdat ze de overstap maakte van RTL 4 naar SBS6.[4]
- Tijdens een ronde van de battles liet Ali B tegen de regels in allebei de kandidaten doorgaan in plaats van een.[5]